# Uitstrijkje (baarmoederhals)
Het uitstrijkje is een doeltreffende manier om voorstadia van baarmoederhalskanker of cervixcarcinoom te detecteren. Deze vorm van kanker wordt vrijwel altijd veroorzaakt door een humaan papillomavirus (HPV), een grote groep erg besmettelijke wratvirussen waarvan er enkele met baarmoederhalskanker zijn geassocieerd.
In Nederland is daarom in de jaren 70 van de 20e eeuw begonnen met een grootschalig bevolkingsonderzoek. Hierbij krijgen vrouwen van 30 - 60 jaar elke vijf jaar een oproep om zich te laten testen.

## Werkwijze
Met behulp van een spatel of een borsteltje wordt een monster genomen van het slijmvlies in de overgangszone tussen eenlagig cilindrisch epitheel vanuit de uterus (baarmoeder) en meerlagig plaveiselcelepitheel in het endocervicale kanaal. De verkregen cellen worden met het borsteltje op een objectglas uitgesmeerd. Vervolgens wordt in een laboratorium het uitstrijkje verder bewerkt voor onderzoek.
Volgens een nieuwere werkwijze wordt het borsteltje niet meer uitgesmeerd, maar wordt de kop van het borsteltje in zijn geheel naar een laboratorium gestuurd, waar door centrifuge-scheiding de te onderzoeken cellen vrijwel zonder verontreinigingen kunnen worden verkregen.
Om de aanwezige cellen microscopisch te kunnen beoordelen worden de celeiwitten en kernzuren gekleurd.

## Resultaten
De preparaten worden microscopisch beoordeeld, vaak door een geautomatiseerd computersysteem, en de uitslag wordt gerapporteerd aan huisarts of specialist door middel van bepaalde scores, zoals het Bethesdasysteem, de KOPAC-score en de Pap-klasse.

## Gewijzigde opzet
Sinds 2017 wordt het uitstrijkje eerst getest op typen van het humaan papillomavirus die een hoog risico geven op het ontstaan van baarmoeder- halskanker (hrHPV). Alleen als de hrHPV-test positief is, vindt op het uitstrijkje cytologie (celonderzoek) plaats. Een colposcopie vindt plaats bij een positieve hrHPV-test in combinatie met Pap. 2 of hoger.
Een negatieve hrHPV-test geeft een langdurig lage kans op baarmoederhalskanker; daardoor hoeven hrHPV-negatieve vrouwen geen uitstrijkje meer te laten maken bij 45 en 55 jaar. Voor de hrHPV-test wordt ook een zelfafnameset aangeboden.

## Vaccin
Eind 2006 verscheen een vaccin op de markt tegen enkele van de meest met baarmoederhalskanker geassocieerde papillomavirussen (Gardasil van Merck). Het vaccin beschermt niet tegen alle soorten van het papillomavirus, waardoor uitstrijkjes ook na vaccinatie nodig blijven.